# 天津甕星
天津甕星（あまつみかぼし）は、日本神話に登場する星の神である。別名は天香香背男（あめのかがせお）、香香背男（かがせお）。

## 概要
『古事記』には登場しない。『日本書紀』の葦原中国平定にのみ登場する。

### 『日本書紀』巻第二 神代下 第九段本文
【原文】
【書き下し文】
【現代語訳】
本文（上述）では、経津主神（ふつぬしのかみ）・武甕槌命（たけみかづちのみこと）は不順（まつろ）わぬ鬼神等をことごとく平定し、草木や石までも平らげたが、星の神の香香背男だけは服従しなかった。そこで倭文神（しとりがみ）・建葉槌命（たけはづちのみこと）を遣わし懐柔したとしている。

### 『日本書紀』巻第二 神代下 第九段一書（二）
【原文】
【書き下し文】
【現代語訳】
第二の一書では天津神となっている。経津主神と武甕槌命が、まず高天原にいる天香香背男、別名を天津甕星という悪い神を誅してから葦原中国平定を行うと言っている。
鹿島神宮や静神社の社伝によれば、武甕槌命は香島（723年に鹿島と改名）の見目浦（みるめのうら）に降り（現在の鹿島神宮の位置）、磐座に坐した（鹿島神郡の要石とも）。天香香背男は常陸の大甕（現在の日立市大甕、鹿島神宮より北方70 km）を根拠地にしており、派遣された建葉槌命は静の地（大甕から西方約20 km）に陣を構えて対峙した。建葉槌命の陣は、茨城県那珂郡瓜連（うりづら）町の静神社と伝えられる。
「カガ（香々）」は「輝く」の意で、星が輝く様子を表したものであると考えられる。神威の大きな星を示すという。平田篤胤は、神名の「ミカ」を「厳（いか）」の意であるとし、天津甕星は金星のことであるとしている。
星や月を神格化した神は世界各地に見られ、特に星神は主祭神とされていることもある。
しかし、日本神話においては星神は服従させるべき神、すなわち「まつろわぬ神」として描かれている。これについては、星神を信仰していた部族があり、それが大和王権になかなか服従しなかったことを表しているとする説がある。
全国の星神社や星宮神社の多くは天之御中主神、磐裂神、根裂神、経津主神を祀っているが、愛知県名古屋市の星神社 (名古屋市)や星宮社など一部は天津甕星を祭神としている。
茨城県日立市の大甕神社は、建葉槌命を主祀神とする（一説には素戔嗚尊とも）。
同神社伝では、甕星香々背男（天津甕星）は常陸国の大甕山に居を構えて東国を支配していたとしている。大甕神社の神域を成している宿魂石は、甕星香々背男が化したものと伝えられている。
葦原中国平定に最後まで抵抗した神ということで建御名方神と同一神とされることもあり、また、神仏習合の発想では北極星を神格化した妙見菩薩の化身とされることもある。